# La capricciosa corretta
Die Oper La capricciosa corretta (Die gebesserte Eigensinnige) oder La scuola dei maritati (Die Schule der Verheirateten) ist ein Dramma giocoso des Venezianers Lorenzo Da Ponte (Verse) und des Valencianers Vicente Martín y Soler (Musik). Sie entstand 1794/1795 in London als viertes ihrer fünf gemeinsamen Werke.

## Da Ponte und Martín in London

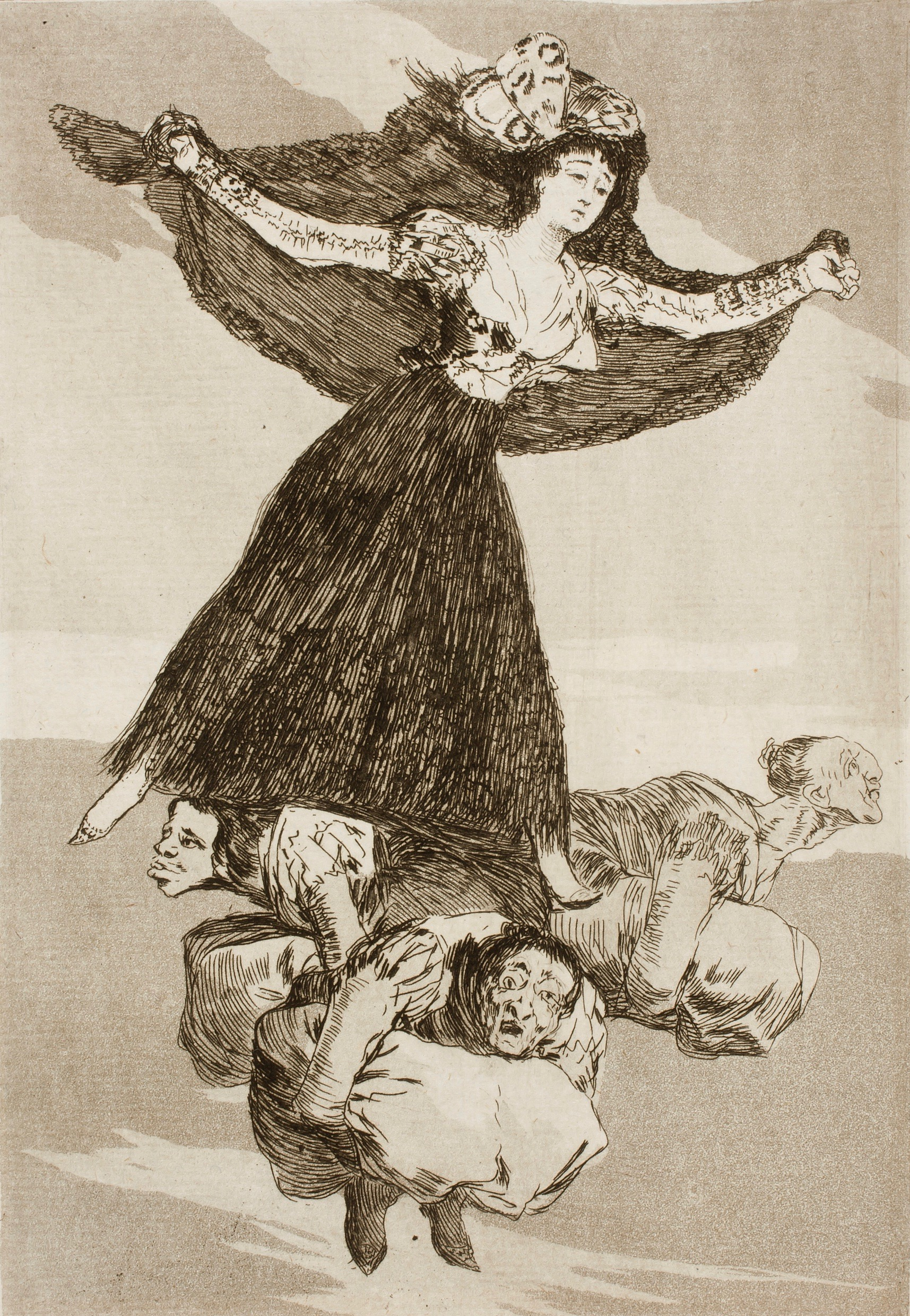
Flatterhafte Frau (Goya, Los Caprichos, Nr. 61, 1799).

Nachdem Komponist und Librettist im Wien Kaiser Josephs II. Triumphe gefeiert hatten, ging Ersterer 1788 nach Sankt Petersburg, Letzterer 1792 nach London. Martín unterbrach seinen Aufenthalt an der Newa, als Da Ponte und er 1794 an das King’s Theatre verpflichtet wurden. 1795 brachten sie dort zwei Opern zur Aufführung, mit denen sie an ihre früheren Erfolge anknüpften: mit La capricciosa corretta an Il burbero di buon cuore (Der Griesgram mit dem guten Herzen) und mit L’isola del piacere (Die Insel der Liebe) an L’arbore di Diana (Der Baum der Diana).
Angesichts des Kriegszustands zwischen Großbritannien und dem revolutionären Frankreich hatten sie dabei auf die politischen Untertöne zu verzichten, welche einen Teil des Reizes ihrer Wiener Werke ausmachen. Man merkt auch, dass Da Ponte in der Zwischenzeit eine Lebensgemeinschaft mit der 20 Jahre jüngeren Nancy Grahl eingegangen war: War die Ehe mit einem älteren Mann für Angelica im Burbero unvorstellbar, muss sich Ciprigna nun damit abfinden. Und die Promiskuität – in Così fan tutte (So machen es alle) von Da Ponte/Mozart eine Naturgegebenheit und von Martín noch immer gelebt – wird nun als Gefahr für die Familie dargestellt.

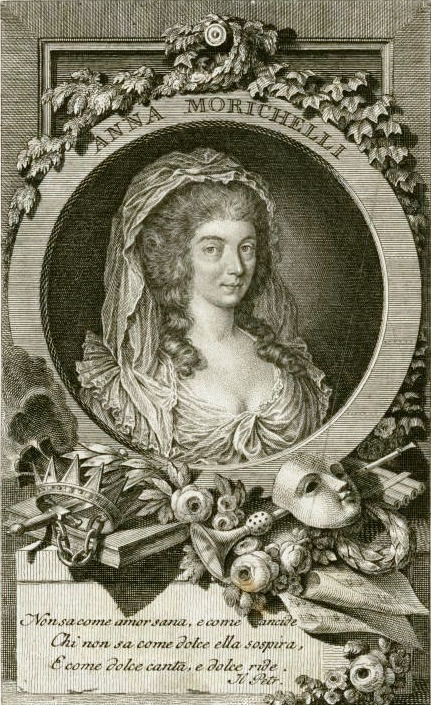
Anna Morichelli
(Johann Ernst Mansfeld
nach Joseph Kreutzinger).

Über die Entstehung des Werkes schreibt Da Ponte: „In weniger als drei Wochen übergab ich La capricciosa corretta an Martini, der bei mir wohnte und mich nicht nur mit seiner immer fröhlichen Miene (…) zum Schreiben inspirierte, sondern auch meine Verse jeweils gleich nach der Niederschrift in Musik setzte (…)“
Wie schon beim Arbore di Diana schrieb Martín die Hauptrolle (Ciprigna, vier Arien) für seine Lieblingssängerin Anna Morichelli. Neben ihr sangen an der Uraufführung Giovanni Morelli (Bonario, zwei Arien), Elisabetta Colombati (Isabella, eine Arie), Paolo Torreggiani (Valerio, eine Arie), Luigi Brida (Lelio, drei Arien), Lorenzo Cipriani (Fiuta, zwei Arien), Giovanna Pastorelli (Cilia, eine Arie) und Carlo Rovedino (Don Giglio, zwei Arien). Außer den sechzehn Arien gibt es in der Oper drei Duette, ein Terzett und zwei Finali.

## Handlung

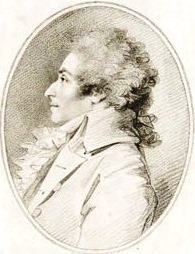
Giovanni Morelli
(François Godefroy
nach Richard Cosway).

Hin und wieder liest man, La capricciosa corretta sei eine Adaption von Shakespeares The Taming of the Shrew (Der Widerspenstigen Zähmung). In Wirklichkeit spielt die Oper wie der Burbero in der Welt Goldonis. Und wie dort geht es um eine Schönheit, die dem Gatten auf der Nase herumtanzt. Diese Ciprigna steht im Mittelpunkt der Handlung, so wie ein Mann mit Besserungsbedarf in den Da-Ponte-Opern Le nozze di Figaro (Die Hochzeit des Figaro) von Mozart, Una cosa rara (Eine seltene Sache) von Martín und Don Giovanni von Mozart.
So wenig im Burbero Lucilla auf die Finanzen des jungen Giocondo Rücksicht nimmt, so wenig Ciprigna auf die Gefühle Bonarios, der ihr Vater sein könnte: Sie tendiert zur Promiskuität, deren männliche Spielart in der Cosa rara und in Don Giovanni thematisiert wird. So versucht sie, den Grafen Lelio zu verführen, der ihre Stieftochter Isabella liebt (eine Unschuld wie Angelica im Burbero und Lilla in der Cosa rara). Aus Eifersucht beauftragt sie ihren Cicisbeo Don Giglio, das Mädchen in ein Kloster einzuliefern – eine Institution, die Da Ponte und Martín im Arbore di Diana gegeißelt hatten.
Noch am selben Tag aber ändert Ciprigna ihre Pläne und beschließt, mit „Irco Berlico“ durchzubrennen. Erst als sich dieser Orientale als Bonarios Majordomus Fiuta entpuppt (ein Gegenstück zu Castagna im Burbero und zu Figaro), lässt sie davon ab, „aus ihrem Wirkungskreis zu schreiten“. Wie in Così fan tutte wird das weibliche Selbstbild durch einen orientalischen Traum „gebessert“, anders als dort aber im Sinne einer Unterwerfung unter das Patriarchat.

### 1. Akt

#### Zimmer
Szene 1: Bonario bekommt zu hören, dass kein Mitglied seines Haushalts die Launen seiner zweiten Gattin Ciprigna mehr erträgt. Sohn Valerio will als Trommler zum Militär gehen, Tochter Isabella Nonne oder Dienstmagd werden; Zofe Cilia und Majordomus Fiuta denken daran, ihre Stellen zu kündigen. Denn, so singen sie gemeinsam über die neue Hausherrin:
„Batte, brontola ed ingiuria,

Grida, ciarla e fa rumore.“
„Immer schlägt sie, murrt, beleidigt,

Schnattert, schwatzt und gibt nie Ruhe.“
Bonario gesteht ein, in vorgerücktem Alter eine „Verrückte“ geheiratet zu haben, und verspricht – es wird schon Nacht –, Ciprigna noch am selben Tag zur Räson zu bringen. Fiuta aber hegt berechtigte Zweifel an der Durchsetzungsfähigkeit seines Herrn und beschließt, die Sache selbst an die Hand zu nehmen.

#### Garten mit Gartenkabinett

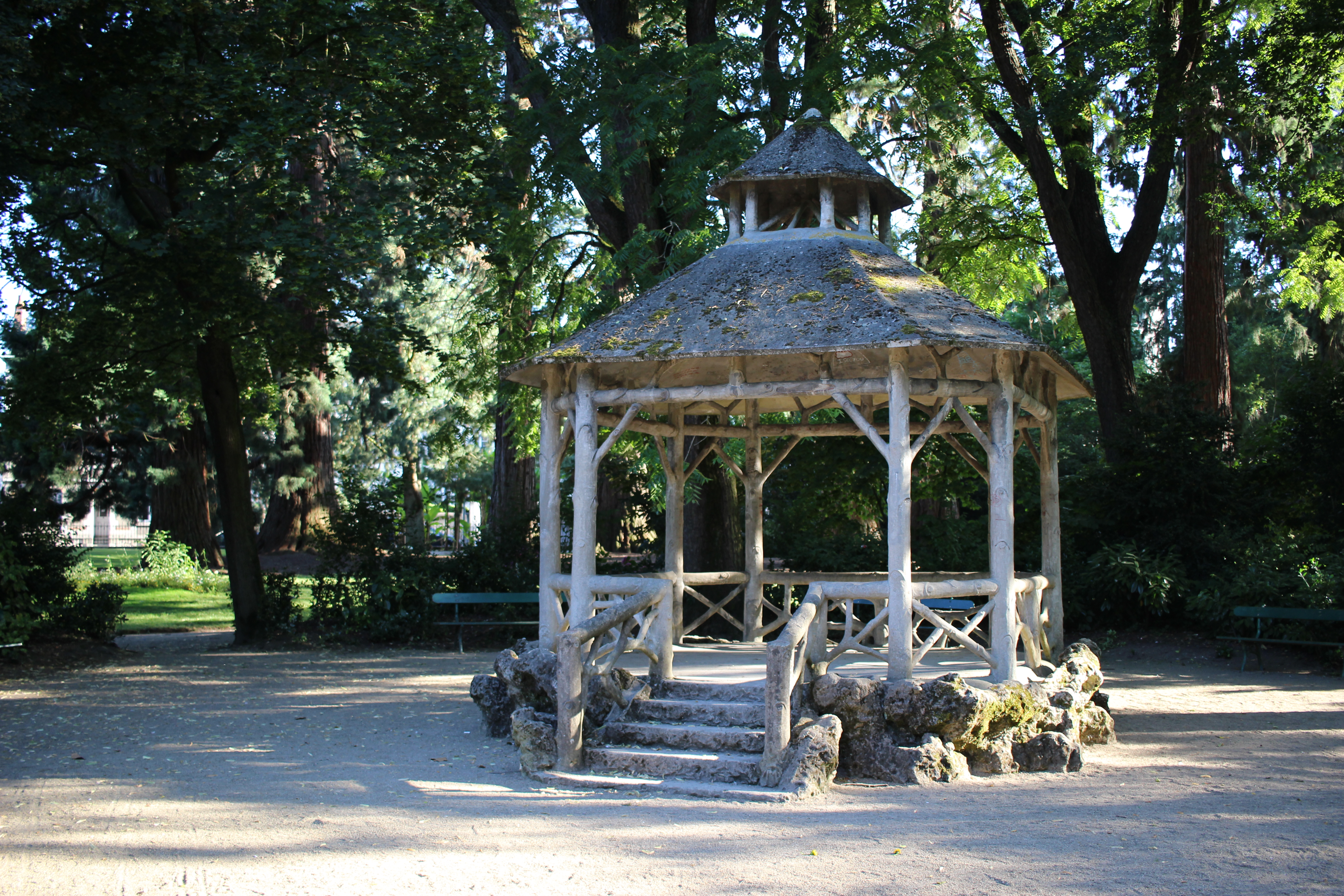
Kiosk (Jardin des Prébendes, Tours).

Szene 2: Cilia beschreibt ihre Herrin als flatterhaft wie ein Blatt im Wind. Ciprigna ihrerseits macht sich über die zahlreichen Männer lustig, mit denen sie kokettiert, um sie dann abblitzen zu lassen – was in ihren Augen die „Kunst des Liebens“ ist.
Szene 3: Bonarios ganzer Haushalt wird Zeuge, wie Ciprigna ihrem verkrachten Cavaliere servente Don Giglio ein Stelldichein gewährt. Dieser Schmarotzer wünscht ihr so viele Freuden, wie „Goldfäden“ ihre Stirn umkränzten, „Perlen“ ihr „triumphierendes Mündchen“ zierten, Männer nach ihr schmachteten und Tropfen im Tokajer seien, mit dem sie ihn bewirtet. (Video auf YouTube) Als Bonario Ciprigna wegen ihres Lebenswandels zurechtweisen will, überschüttet sie ihn mit Schimpfwörtern. Sie ergattert die Strafpredigt, die er schriftlich aufgesetzt hat, und liest sie selbst vor. Don Giglio aber genießt die Rolle des lachenden Dritten:
„Che schiattino, che crepino,

Che stridano, si uccidano –

Senza alterarmi il fisico

Vo’ ridere e scherzar.“
„Zerplatzt doch nur, krepiert doch nur,

So zetert nur, ermordet euch –

Mitleid erwartet dabei nicht,

Gelächter nur und Spott.“
Szene 4: Bonario anvertraut Fiuta, dass seine Eheprobleme (wie jene Gunthers im Nibelungenlied) ihren Ursprung in der Hochzeitsnacht haben. Ciprigna habe ihn damals aufgefordert, mit dem Säbel auszufechten, wer die dominierende Rolle im Haus spielen werde. Er aber habe sich nicht mit der geliebten Frau duellieren wollen und deshalb den Kommandostab aus der Hand gegeben:
„Le misi io stesso quel legno in mano

E mi sono spesso pentito invano,

Che quella barbara senza perchè

Fin sulla testa talor mel diè.“
„Ich habe ihr selbst jenen Stab übergeben,

Und habe dies fruchtlos bereut viele Male,

Wenn mir die Barbarin damit ohne Grund

Eins über den Schädel gezogen hat.“

#### Zimmer

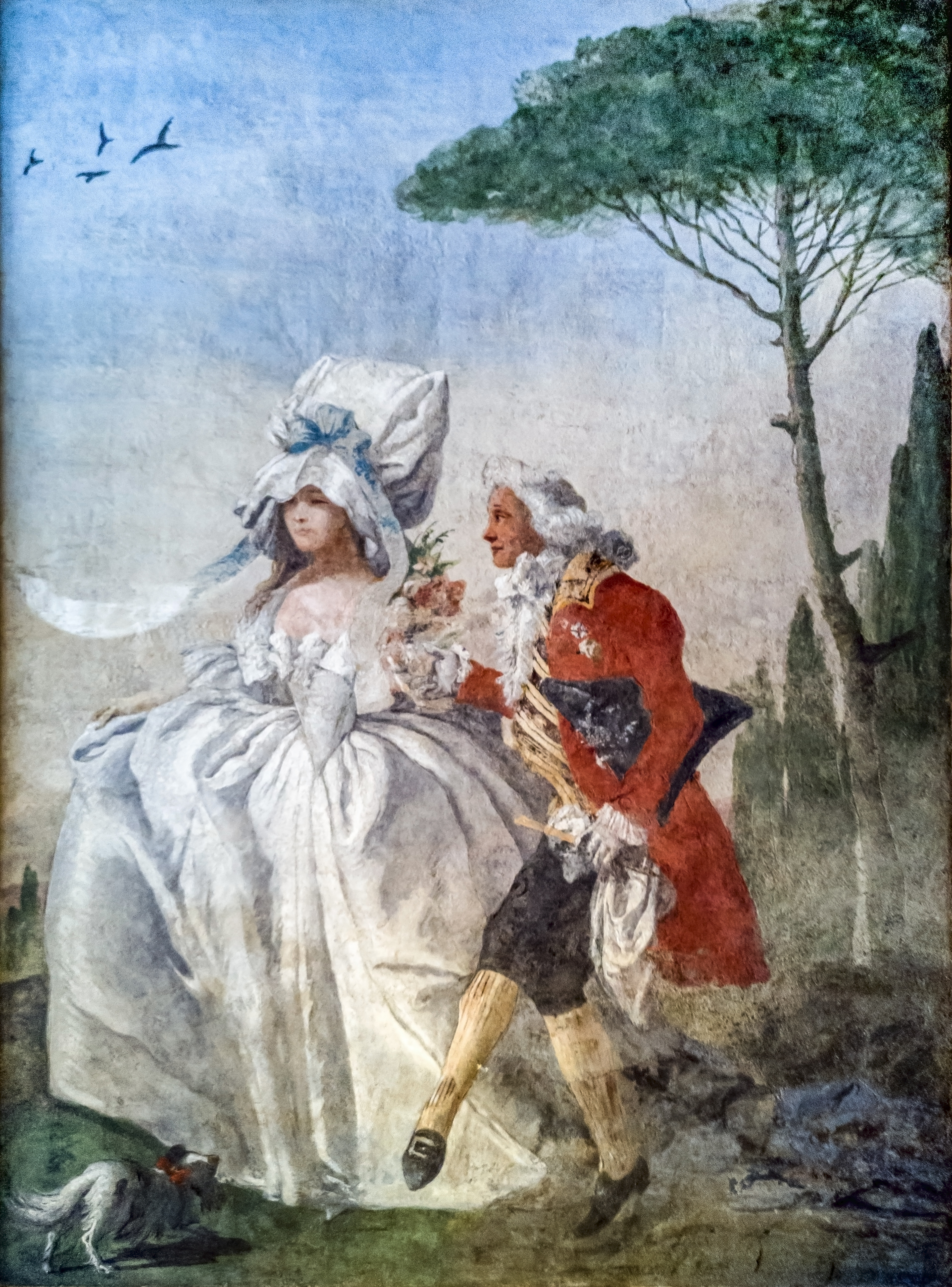
Menuett (Giandomenico Tiepolo, 1791).

Szene 5: Graf Lelio besingt seine Liebe zu Isabella. Er teilt dieser mit, dass er um ihre Hand anhalten werde. Er habe bereits mit Fiuta gesprochen, der großen Einfluss auf Bonario hat. Von ihrer Stiefmutter hätten sie nichts zu befürchten, da sie ihn nicht kenne. Fiuta macht Bonario mit Lelio bekannt und nimmt es diesem sogar ab, den Heiratsantrag zu stellen. Dann beginnt er auf der Geige ein Menuett zu spielen, zu dem das Brautpaar tanzen will.
Szene 6: In diesem Moment erscheint Ciprigna. Fiuta erklärt Lelios Anwesenheit damit, dass dieser Tanzmeister sei. Ciprigna erwidert – in Anwesenheit Bonarios –, nur sie dürfe Fremde bei dem „kindisch gewordenen Alten“ einführen. Weil sie aber an Lelio Gefallen findet, fasst sie ihn gleich unter und entführt ihn der empörten Isabella.
Szene 7: Bonario will Ciprigna in die Schranken weisen, indem er sie erschreckt. Zu diesem Zweck bewaffnet ihn Fiuta mit Arkebuse, Pistolen, Schwert und Säbel. Er gibt ihm auch Anweisungen, wie er vorgehen solle: Mit Erstechen oder Erschießen drohen, packen, schütteln, umdrehen, die Frisur zerzausen, eventuell kneifen … Bonario verspricht, sich an dieses Rezept zu halten.
Szene 8: Ciprigna verkündet dem vermeintlichen Tanzmeister, sie mache ihn zum Grafen (!) und zu ihrem Cicisbeo. Er könne gleich bei ihr einziehen. Lelio erwidert aber, ein Gelübde verbiete ihm ein solches Dienstverhältnis.

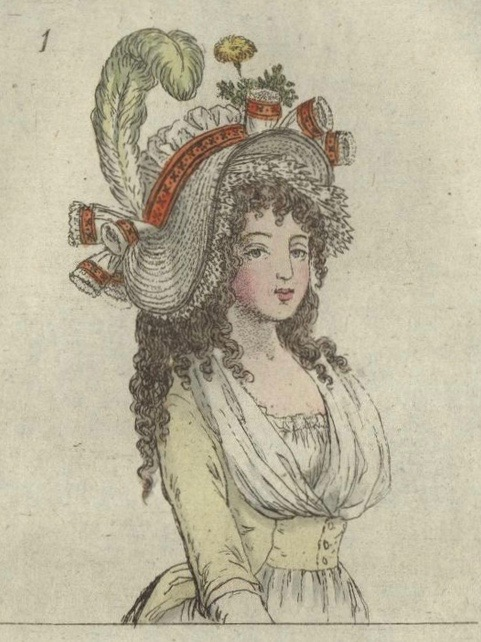
Italienische Dame in vollem Anzug (Journal des Luxus und der Moden, Weimar, Dezember 1795).

Szene 9: Die ungewohnte Zurückweisung kränkt Ciprignas Eigenliebe. Ein „Mann aus dem Volk“ verschmähe sie, zu deren Füßen alle „Ganymede“ schmachteten, der selbst Fürsten und Könige den Hof machten! Sie befiehlt Cilia, die Pferde an ihren englischen Phaeton spannen zu lassen, jede Blume, jedes Schmuckstück, jeden Federbusch herbeizuschaffen. Bald türmen sich weggeworfene Hüte und offene Hutschachteln. Schließlich ist Ciprigna mit den Künsten der Zofe zufrieden und fordert diese auf:
„Guardami un poco dal capo ai piedi,

Dimmi se vedi difetto in me,

Se un idoletto così perfetto

Per man d’amore giammai si fe’!“
„Sieh mich doch an, vom Kopf zu den Füßen,

Ob einen Fehler an mir du siehst,

Ob perfekter das Bild einer Göttin

Amors Hand je geschaffen hat!“
Szene 10: Von Fiuta und Valerio gebeten, zum Schein auf Ciprignas Annäherungsversuche einzugehen, begibt sich Lelio in den Gasthof „Zum Eisbären“, den er als Adresse angegeben hat.

#### Saal

Zündfunke einer Steinschlosspistole.

Szene 11: Bis an die Zähne bewaffnet, übt Bonario zu Beginn des ersten Finales vor einem leeren Stuhl, wie er die Gattin diesmal ansprechen will. Als er die auswendig gelernte Rede vor Ciprigna hält, gibt diese sich zunächst beeindruckt, so dass er sich bereits am Ziel glaubt. Da zieht sie ihm plötzlich eine der beiden Pistolen aus der Tasche. Wie in der Hochzeitsnacht fordert sie ihn zum Duell, drückt aber gleich darauf ab. Bonario bleibt zwar unverletzt, stirbt aber fast vor Angst. Seine Kinder bringen ihn auf sein Zimmer.
Szene 12: Don Giglio erkundigt sich, wer geschossen hat. Es seien Gerichtsvollzieher gewesen, die ihn suchten, antwortet Fiuta. Don Giglio bittet darauf um ein Versteck und wird von Fiuta in einen Schrank geschlossen. Von dort aus wird er Zeuge, wie Ciprigna Lelio bedrängt, an seiner Stelle ihr Cicisbeo zu werden, und wie der Graf Interesse daran vortäuscht. Als Don Giglio von Fiuta wieder aus dem Schrank gelassen wird, muss er vor versammeltem Haus einen unehrenvollen Abgang nehmen. Um sich schadlos zu halten, lässt er eine Börse mitlaufen. Der Akt endet in Aufruhr und Verwirrung.

### 2. Akt

#### Saal
Szene 1: Obwohl ihn Isabella davon abzuhalten sucht, beschließt Valerio, am kommenden Tag zum Militär zu gehen.
Szene 2: Lelio schlägt Isabella vor, mit ihm durchzubrennen (und damit auf Mitgift und Erbe zu verzichten). Dieser Vorschlag empört seine Geliebte. Eher verzichte sie auf ihr Glück als auf ihre Ehre.
Szene 3: Lelio bereut, Isabella zur Flucht geraten zu haben. Er hofft, Fiuta werde ihnen helfen.
Szene 4: Ciprigna testet, wie viel Anziehungskraft sie noch auf den beleidigten Gatten ausübt:
„Guardami!“ –
 „Ch’io ti guardi? Crederei minor male guardar un orso, un lupo, un basilisco.“ –
 „Mira com’è vezzosa la tua cara Ciprigna!“ –
 „Lo so per mia malora.“
„Sieh mich an!“ –
 „Ich dich ansehen? Eher würde ich einen Bären, einen Wolf, einen Basilisken ansehen.“ –
 „Schau, wie reizend deine liebe Ciprigna ist!“ –
 „Zu meinem Unglück weiß ich das.“
Beide nennen das andere Geschlecht undankbar und grausam, Treue und Liebe Illusionen.
Szene 5: Fiuta verabschiedet sich von Cilia, um seinen Plan auszuführen. Worin dieser besteht, enthält er der Zofe vor, damit ihr nichts davon entschlüpfen kann. Er bittet sie aber, ihn zu heiraten, wenn sein Vorhaben gelinge, und erhält ihre Zusage. Wenig romantisch veranlagt, freut er sich vor allem auf das Aufsehen, welches ihre Hochzeit machen werde.
Szene 6: Unterwürfig nähert sich Don Giglio Ciprigna. (Video auf YouTube) Diese verspricht ihm als Entschädigung für die erlittene Demütigung eine junge, schöne, begüterte Braut, die sie ihm gleich zeigen werde (gemeint ist wohl Isabella).
Szene 7:
Ciprigna schenkt Lelio die Urkunde über den Besitz der Grafschaft Valle oscura, welche der Familie Bonarios gehört, sowie Juwelen. Lelio heuchelt Dank, wobei er das gute Herz der Frauen lobt. Ciprigna besingt darauf – mit einer kleinen Einschränkung – jene weiblichen Tugenden, die sie dem Gatten gegenüber vermissen lässt (Video auf YouTube):
„La donna ha bello il core,

Come ha leggiadro il viso,

Col labbro invita al riso,

Cogl’ occhi inspira amor.

Felice chi l’adora,

Felice chi le crede:

Pietà, costanza, e fede

In lei si trova ognor.

E quando finge ancora

Un piccolo dispetto,

È per provar l’affetto

D’un tenero amator.“
„Das Herz der Frau ist gütig,

So schön wie ihr Gesicht,

Die Lippe bringt zum Lachen,

Das Auge Liebe weckt.

Beglückt, wer sie bewundert

Und ihr Vertrauen schenkt:

Erbarmen, Treue, Beistand,

Die findet er bei ihr.

Und wenn sie hin und wieder

Ein wenig Ärger macht,

So prüft damit sie nur

Des Liebsten Zuneigung.“
Szene 8: Lelio bringt die Geschenke, welche Ciprigna ihm aufgedrängt hat, zu Bonario zurück. Dieser verspricht ihm darauf die Hand Isabellas sowie eine Mitgift.
Szene 9: Müde, seine Güte missbraucht zu sehen und um des lieben Friedens willen schweigen zu müssen, ist Bonario auf dem Punkt, seinem Zorn auf die Gattin freien Lauf zu lassen.
Szene 10: Ciprigna schreibt an Don Giglio, der seine Tage im „Café der Schwätzer“ verbringt. (Den Inhalt des Billets erfährt der Zuschauer später.)
Szene 11: Entsprechend verkleidet, erscheint Fiuta als Orientale vor Ciprigna:
„Irco Berlico è il nome mio, nipote d’Alibec, Scanderbec, Salemelec, generale dell’armi e ambasciatore della bella Cineida nella vastissima isola Almerina, scelta da noi per sua beltà regina.“
„Irco Berlico ist mein Name, Nachfahr Alibechs, Skanderbegs, Salem Aleikums, General der Armeen und Botschafter der schönen Kyneide, die wir auf der weiten Insel Almerina ihrer Schönheit wegen zur Königin gewählt haben.“

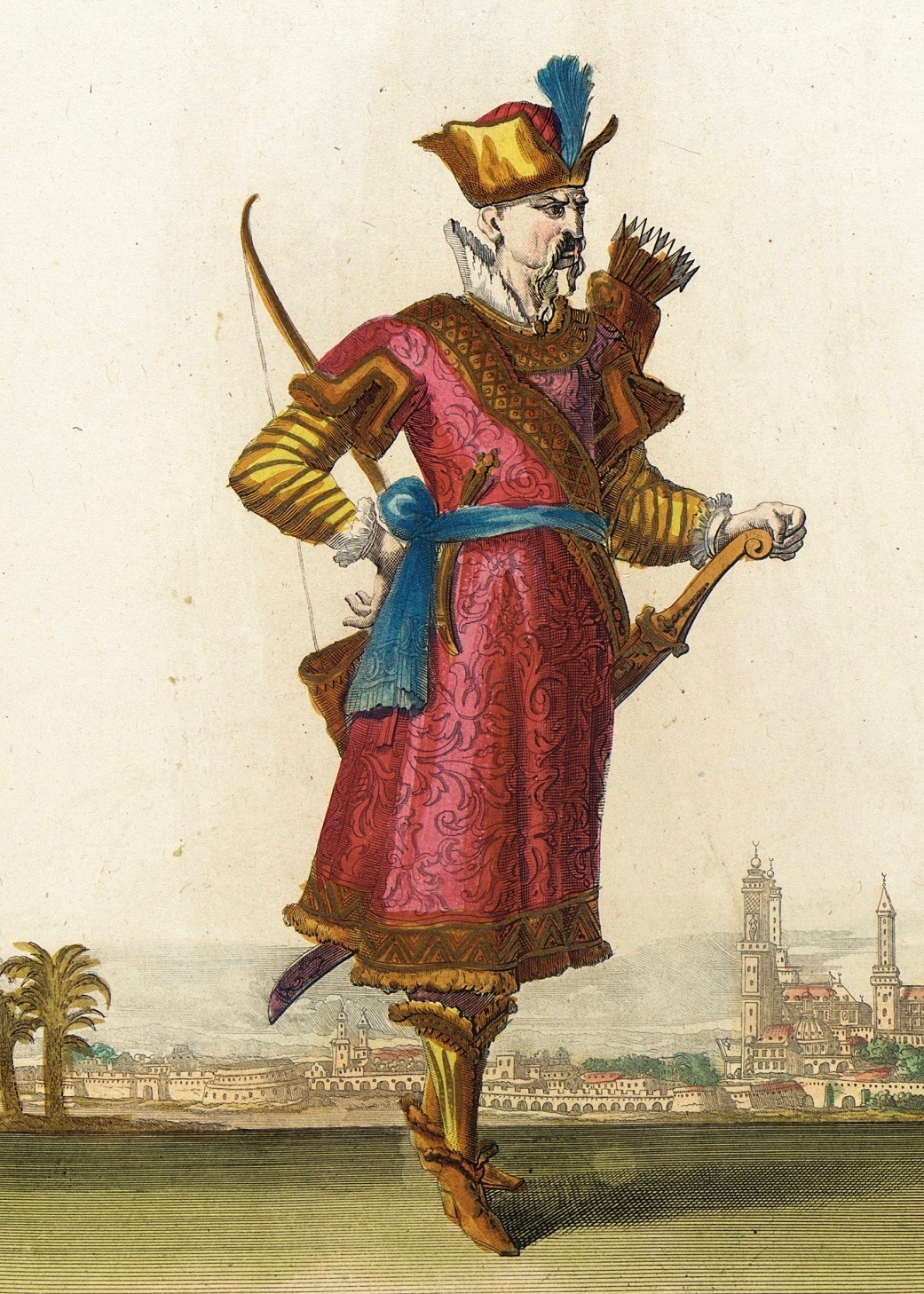
Arabisches Kostüm (Jean Bérain nach Jacques Lepautre, ca. 1682).

Er sei hergereist, um Ciprignas „weltbekannte“ Schönheit zu bewundern, die sie zur Nachfolgerin ihrer Monarchin prädestiniere. Sie brauche nur mit ihm zu kommen, um von den dazu bestimmten vierzig Junggesellen gewählt zu werden. Abdanken werde sie nie müssen, da bei ihnen ein Mittel gefunden worden sei, das zu ewiger Jugend verhelfe. Die Törichte kann es kaum erwarten, nach dieser Insel der Seligen aufzubrechen. Die Koffer hat sie bereits gepackt (um mit Lelio durchzubrennen). „Berlico“ soll sie nach Mitternacht abholen.
Szene 12: Ciprigna kündigt an, dass sie sich an Lelio und an Bonarios Familie rächen werde, indem sie „Isabelita“ in ein Kloster stecke.
Szene 13: Don Giglio liest das Billet Ciprignas: Diese stellt ihm 200 Scudi in Aussicht, wenn er Isabella entführe (und wohl auch vergewaltige), um sie dann in ein Kloster in Rom – das heißt, außerhalb des Zuständigkeitsbereichs der neapolitanischen Justiz – einzuliefern. Sie werde ihm das Mädchen um ein Uhr nachts am Gartentor übergeben. Cilia reißt dem abgedankten Cicisbeo das Papier aus der Hand, steckt es Bonario in die Tasche und gibt Don Giglio ein anderes zurück. Als dieser Satisfaktion für das Verhalten der Zofe verlangt, bezeichnet ihn Bonario verächtlich als „schmarotzenden Gigolo“.
Szene 14: Bonario findet Ciprignas Billet. Empört gibt er es Valerio, Isabella, Lelio und Cilia zu lesen, weist diese aber an, sich der Gattin gegenüber noch nichts anmerken zu lassen.
Szene 15: Valerio und Cilia versichern Bonario, dass sich bald alles zum Guten wenden werde.

#### Nacht, Bonarios Haus und Garten
Szene 16: Als es ein Uhr schlägt, will Don Giglio Isabella holen. Während sich diese von Ciprigna widerstandslos aus dem Haus führen lässt, ergreifen Lelio und ein Lakai den Entführer. Der Graf droht ihm mit der Peitsche, wenn er nicht schweige. Dann überlässt er ihn dem Diener und wirft Don Giglios Mantel über. Nichts ahnend, übergibt ihm Ciprigna das Geld und die Geliebte.
Szene 17: Von der Loggia des Hauses aus verfolgen die andern, wie Fiuta Ciprigna abholt. Das Finale beginnt mit zwei Pistolenschüssen Lelios. Fiuta nutzt die entstehende Verwirrung, um ins Haus zu schlüpfen und Ciprigna auszusperren, obwohl es – als Beitrag der Götter zur Besserung der Eigensinnigen – zu regnen und zu blitzen beginnt. Durchnässt bettelt Ciprigna um Einlass, wobei sie Bonario „meine Seele“ nennt. Die Zaungäste auf der überdachten Loggia spotten:
„Regina in Almerina

Madama già sarà,

E il general Berlico

Poi l’incoronerà.“
„In Almerina herrschen

Wird unsere Madame,

Und General Berlico

Krönt sie zur Königin.“
Schließlich äußert Ciprigna den Wunsch, an Bonarios Brust zu sterben, wenn er denn ihren Tod wünsche. Da befiehlt er, sie hereinzulassen, sonst stürze er sich hinunter (!).
Szene 18: Auf Anweisung Fiutas verstecken sich Isabella und Lelio vorübergehend.
Szene 19: Bonario empfängt die reuige Gattin mit den Worten: „Komm zu mir, oh schöne Freude!“ Bewegt ergreift sie seine ausgestreckte Hand. (Video auf YouTube)
Letzte Szene: Von Fiuta bestellte Musiker lassen einen Marsch erklingen. Der Majordomus tritt ein letztes Mal als „Irco Berlico“ auf, wirft sich Ciprigna zu Füßen und erklärt, die Maskerade auch in ihrem Interesse veranstaltet zu haben. Um die Wiedervereinigung der Familie zu feiern, lädt Bonario zu einer nächtlichen Mahlzeit ein. Don Giglio schleicht sich weg. Ciprigna ruft ihm nach, sie verabscheue Schufte, überlasse die Herrschaft wieder dem Gatten und wolle mit „goldenem Gehorsam“ Sühne für begangene Fehler leisten. Der Schlusschor verkündet, dass es mit dem Familienleben besser bestellt wäre, wenn jede Frau so viel Einsicht zeigen würde.
Kommentar: Das Happy End wirkt aufgesetzt. Man würde eher erwarten, dass die Reinkarnation einer Gottheit (Ciprigna = Venus) zur Hölle fahren würde wie Don Giovanni oder die Königin der Nacht, als dass sie zur „züchtigen Hausfrau“ (Schiller: Lied von der Glocke) schrumpft. Die Nachhaltigkeit dieser Wandlung darf bezweifelt werden. Und die „Moral von der Geschicht’“ ist zu simpel, um nicht Ironieverdacht zu erregen.

## Erfolg

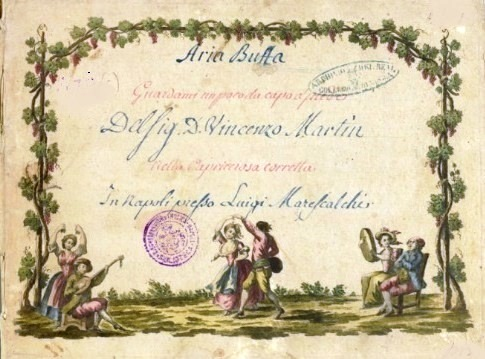
Arie Guardami un poco, in der Ciprigna ihre Schönheit besingt (Neapel 1798).

Der Theaterdichter Carlo Francesco Badini versuchte, seinen Nachfolger wegen dessen jüdischer Herkunft und den Komponisten der Capricciosa corretta als Spanier schlechtzumachen. Da Ponte zahlte ihm mit gleicher Münze heim. Dabei verfasste er, was Christophe Rousset die wohl schönste Würdigung Martíns nannte:

„Weich in der Kantilene, edel in der Phrasierung, wahr im Ausdruck, voller Erfindung, Feuer, Anmut, verzauberte er die musikalischsten Nationen mit der Schönheit und Neuheit seiner äußerst innigen Musik (…)“

Die Presse überbot sich in Lobeserhebungen. So schrieb der Morning Chronicle am 2. Februar 1795:

„Es ist nicht leicht, angemessene Worte zu finden, um diese Komposition zu loben. Die Mannigfaltigkeit und die Schönheit der Arien beeindrucken das uninformierteste Ohr mit solcher Macht wie das geschulteste, und wir sind überzeugt, dass sie alle ihren Weg auf das englische Theater finden und auf John Bull denselben angenehmen Eindruck machen werden, den sie auf die italienischen Connaisseurs mit ihrem raffinierteren Geschmack gemacht haben.“

Auf dreizehn Vorstellungen folgten in London 1798–1802 dreißig weitere. Bis zur Jahrhundertwende gab es Inszenierungen in über zwanzig europäischen Städten. Es erschienen Übersetzungen in mehrere Sprachen. Noch 1802 rühmte die Times, dass keine moderne Komposition dieser Oper gleichkomme.
Über die Arie „Guardami un poco“ schrieben John Field (1782–1837) eine Fantasie für Klavier (Video auf YouTube), Bénigne Henry eine solche für Harfe und Klavier, Pierre Zimmermann (1785–1853) und Charles Chaulieu (1788–1849) Variationen für Klavier.

## Vergessen und wiederentdeckt
Noch 1824 gefiel Die gebesserte Eigensinnige in Frankfurt am Main, trotz des „etwas veralteten Styls“. Auch erschienen bei diesem Anlass letztmals Arien und Gesänge im Druck. Laut Christophe Rousset (Video auf YouTube) wurde aber der Klang der Instrumente zu schwer und die Besetzung der Orchester zu stark für Martíns filigrane Musik. Und statt im intimen Kreis Figuren Individualität zu verleihen, hatten die Vokalisten nun größere Säle zu beschallen.
Erstmals wieder aufgeführt wurde das Werk 2002 auf Originalinstrumenten von Roussets Ensemble Les Talens Lyriques am Opernhaus Lausanne. 2003 erschien Roussets kritische Ausgabe des Werks. Da sowohl Libretto als auch Partitur der Uraufführung verloren zu sein scheinen, basiert sie auf den repräsentativsten späteren Quellen. 2005 folgte der vom Martín-Biografen Leonardo J. Waisman herausgegebene Klavierauszug.

## Varia
Befremdlicherweise hat man kürzlich sowohl Da Pontes Verse als auch Martíns Musik zu ersetzen versucht: 2006 brachte die Bampton Classical Opera das Werk in einer neuen Übersetzung mit dem missverständlichen Titel The Taming of the Shrew zur Aufführung. (Digitalisat) Fabien Waksman ließ das Originallibretto durch seine Schüler am Conservatoire National Supérieur et de Danse de Paris „im Stil Mozarts“ neu vertonen. Diese Version wurde 2010 und 2011 gezeigt. (Digitalisat)

## Diskografie
- Les Talens Lyriques, Christophe Rousset. Marguerite Krull (Ciprigna), Enrique Baquerizo (Bonario), Katia Velletaz (Isabella), Emiliano González-Toro (Valerio), Yves Saelens (Lelio), Josep Miquel Ramón (Fiuta), Raffaella Milanesi (Cilia), Carlos Marín (Don Giglio). Naïve 8887, 2003 (2 CDs) (Video auf YouTube). Selected Highlights (Video auf YouTube).